# Оук Крик (Колорадо)
Оук Крик (енгл. Oak Creek) град је у америчкој савезној држави Колорадо.

## Демографија
По попису из 2010. године број становника је 884, што је 35 (4,1%) становника више него 2000. године.
| Група             | 2000.       | 2010.       |
| Белци             | 777 (91,5%) | 757 (85,6%) |
| Афроамериканци    | 0 (0,0%)    | 7 (0,8%)    |
| Азијати           | 6 (0,7%)    | 6 (0,7%)    |
| Хиспаноамериканци | 39 (4,6%)   | 92 (10,4%)  |
| Укупно            | 849         | 884         |